# Funiculaire de Cossonay

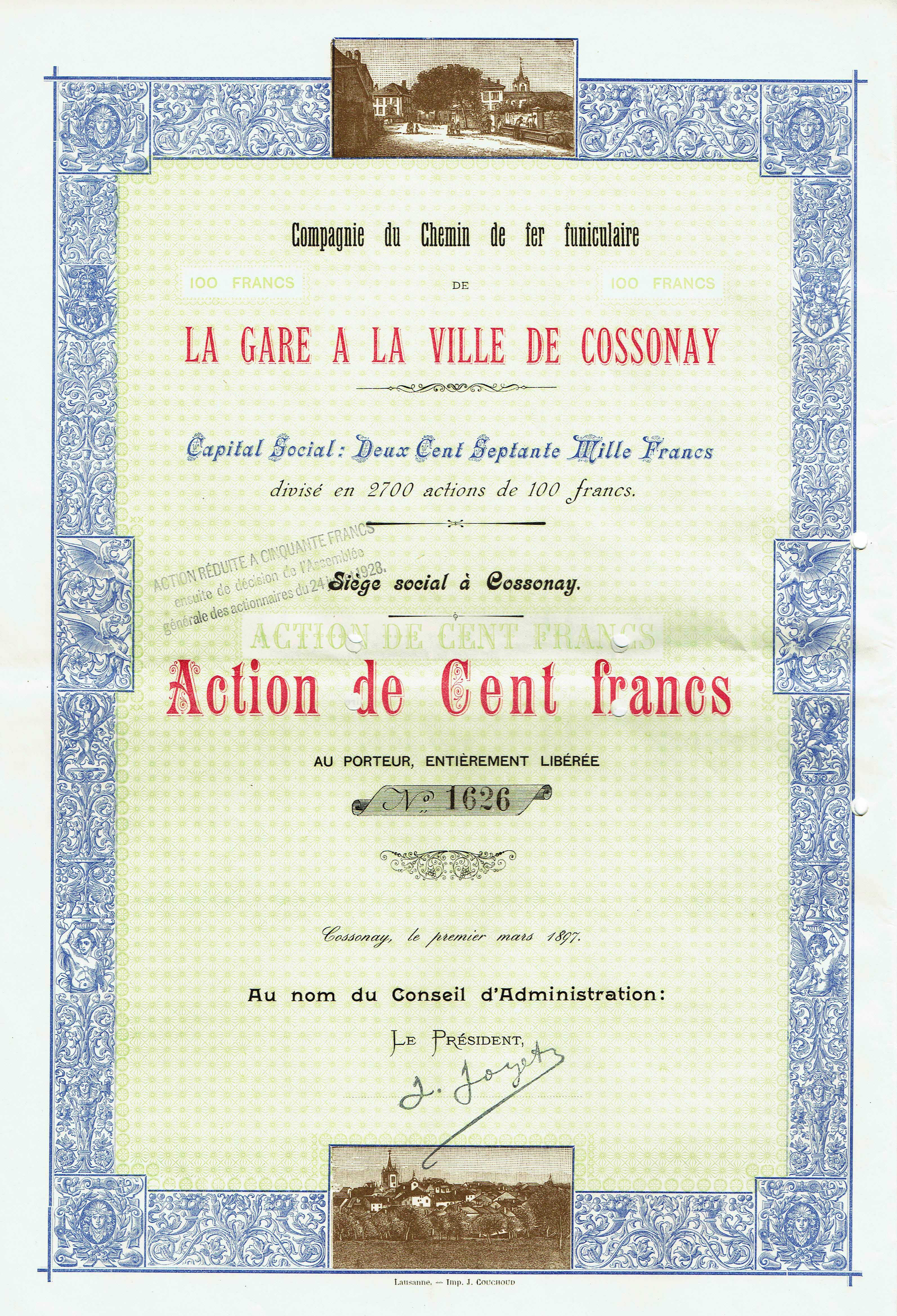
Action de la Compagnie du Chemin de fer funiculaire de la Gare à la Ville de Cossonay en date du 1 mars 1897.

Le funiculaire de Cossonay relie depuis 1897 la ville à la gare de Cossonay-Penthalaz, située sur la commune de Penthalaz.

## Histoire
De 1966 à 1972, la compagnie du chemin de fer Lausanne-Échallens-Bercher s'occupe de l'exploitation du funiculaire. L'installation a été plusieurs fois modernisée, en 1929 la crémaillère est supprimée et la ligne est transformée en funiculaire. En 1968, la ligne est automatisée. En 1982 l'électrification de la ligne est modernisée et de nouvelles voitures sont mises en circulation.
À partir de l'année 2007, la ligne est intégrée à la communauté tarifaire Mobilis Vaud. Elle est située dans les zones 39 pour la station de Cossonay-Ville et 44 pour celle de Cossonay-Penthalaz (funi).
En avril 2012 la ligne est stoppée et remplacée par un service de bus. La ligne est intégralement refaite et les voitures entièrement révisées. En juin 2014 les  travaux sont terminés et la ligne est à nouveau en service depuis la 24e semaine de l'année, précisément le 10 juin. Néanmoins l'inauguration a lieu une semaine plus tard, depuis le mercredi 18 juin 2014 jusqu'au samedi 21 juin.
Courant 2020, des travaux de rénovation ont commencé pour que les installations répondent aux exigences d'accueil, techniques et sécuritaires actuelles. Les deux cabines ont été remplacées et permettent d’accueillir 60 personnes contre 45 auparavant. La station de Cossonay-Ville a été entièrement remplacée par un bâtiment moderne, celle de Cossonay-Penthalaz a aussi était remplacé mais la charpente d'origine a été conservée et mis en valeur. Les travaux ont été terminés en août 2021.
Le trajet dure désormais 4 minutes ; la cadence est de 6 fois par heure toute la journée et de 12 fois par heure du lundi au vendredi de 06h00 à 20h00.

## Technique
Le tracé de la ligne est rectiligne, les seuls virages sont ceux de l'évitement.
Il a toujours comporté deux voitures, l'avalante faisant contrepoids pour tracter plus facilement la montante. À l'origine, c'est un  funiculaire à contrepoids d'eau équipé d'une crémaillère de type Abt pour le frein de secours.

### Données techniques
- Longueur exploitée 1 219 mètres
- Longueur totale : 1 228 mètres
- Dénivelé : 133 mètres
- Rampe : de 100 à 130 ‰
- Écartement des rails : 1 000 mm
- Vitesse : 4,5 m/s
- Rénovations : 1929, 1968, 1982, 2013, 2021
- Constructeurs : Gangloff, Von Roll, Doppelmayr
- Cabines : CWA